# Balsero

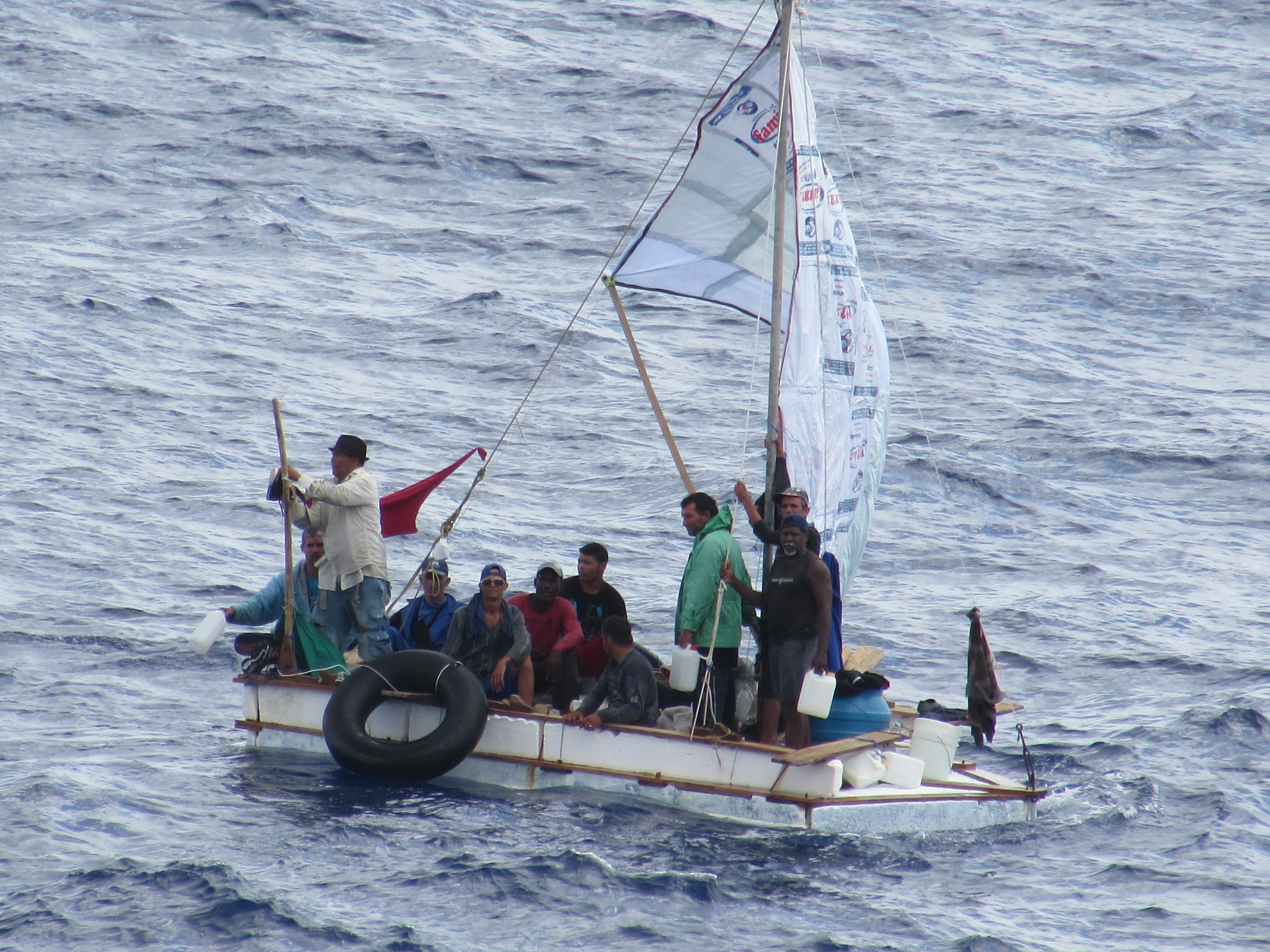
Balseros en 2014.

Balsero est  un terme utilisé pour désigner les Cubains essayant d'atteindre les côtes des États-Unis dans des embarcations de fortune, les « balsas ». Ils traversent le détroit de Floride à la recherche de meilleures conditions de vie.

## Contexte
Le régime castriste ne pouvant plus s'appuyer sur l'aide de l'Union soviétique, dissoute en 1991, la situation économique de l'île se dégrade de façon dramatique. Des émeutes surviennent à La Havane. Fidel Castro se voit contraint d'accepter la demande d'émigration de dizaines de milliers de ses compatriotes. Ceux-ci traversent la mer dans de fragiles embarcations improvisées dans l'espoir d'accoster en Floride.

## Historique
À la suite de la manifestation du 5 août 1994, Fidel Castro décide d'annuler l'interdiction d'émigrer. Plus de trente mille Cubains essayent de fuir Cuba pour gagner les côtes des États-Unis à bord de radeaux et d'embarcations de fortunes, appelés les balsas. Certains réussissent, d'autres sont conduits en centre de rétention sur la base américaine de Guantanamo, enfin de nombreux balseros disparaissent en mer. Au bout d'un mois, La Havane et Washington trouvent un accord. Les États-Unis autorisent l'entrée à plus de demandeurs d'asile cubains soit 20 000 par an. En contrepartie, le régime cubain s'engage à freiner les départs illégaux en mer.
Les embarcations utilisées varient selon les moyens financiers dont disposent les émigrés clandestins. Pour 10 000 dollars, les bateaux sont en bon état et peuvent amener une douzaine de personnes avec passeur. Ce dernier peut utiliser un GPS. Ils rejoignent les côtes de la Floride en 8 ou 9 heures. Par contre, sans argent, les Cubains utilisent alors des radeaux de fortune et des embarcations  précaires. Ils construisent eux-mêmes leur embarcation avec les moyens du bord. Ils peuvent s'orienter à l’aide d’une boussole et mettent plusieurs jours à rejoindre les États-Unis. Beaucoup d'entre eux se perdent en mer.